# 라즈어

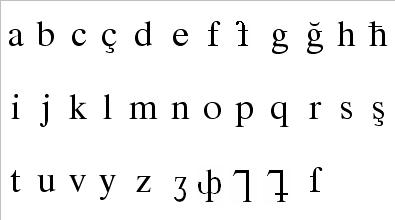
오래된 «통일시키지 않은» 라즈어 알파벳 (1920년대말)

라즈어는 흑해의 남동부해안에서 라즈인들이 말하고 있는 카르트벨리어족(남캅카스어족)의 언어이다. 정확한 라즈어 사용자의 수는 알려져 있지 않으며, 조지아와 튀르키예에 라즈어 사용자가 존재한다.
라즈인과 밍그렐리아인 공동체는 정치,지역적으로 약 500년전에 나뉘었다. 그러나 라즈어와 밍그렐리아어는 지금까지 상호 이해 가능한 정도로 남아 있다. 라즈-밍그렐리아어군은 조지아어에서 서력 기원전 처음 1,000년에 분리되었다. 어떤 언어학자들은 라즈어와 밍그렐리아어를 지역적인 변종 언어로 간주하고 있다.

## 음운론
|        |        | 순음 | 치경음 | 경구개음 | 연구개음 | 구개수음 | 성문음 |
| ------ | ------ | ---- | ------ | -------- | -------- | -------- | ------ |
| 파열음 | 평음   | p    | t      |          | k        |          |        |
| 파열음 | 유성음 | b    | d      |          | ɡ        |          |        |
| 파열음 | 방출음 | pʼ   | tʼ     |          | kʼ       | qʼ       |        |
| 파찰음 | 평음   |      | t͡s     | t͡ʃ       |          |          |        |
| 파찰음 | 유성음 |      | d͡z     | d͡ʒ       |          |          |        |
| 파찰음 | 방출음 |      | t͡sʼ    | t͡ʃʼ      |          |          |        |
| 마찰음 | 평음   | f    | s      | ʃ        | x        |          | h      |
| 마찰음 | 유성음 | v    | z      | ʒ        | ɣ        |          |        |
| 비음   | 비음   | m    | n      |          |          |          |        |
| 접근음 | 접근음 |      | l      | j        |          |          |        |
| 전동음 | 전동음 |      | r      |          |          |          |        |

|        | 전설모음 | 후설모음 |
| ------ | -------- | -------- |
| 고모음 | i        | u        |
| 중모음 | ɛ        | ɔ        |
| 저모음 | ɑ        | ɑ        |

## 문자

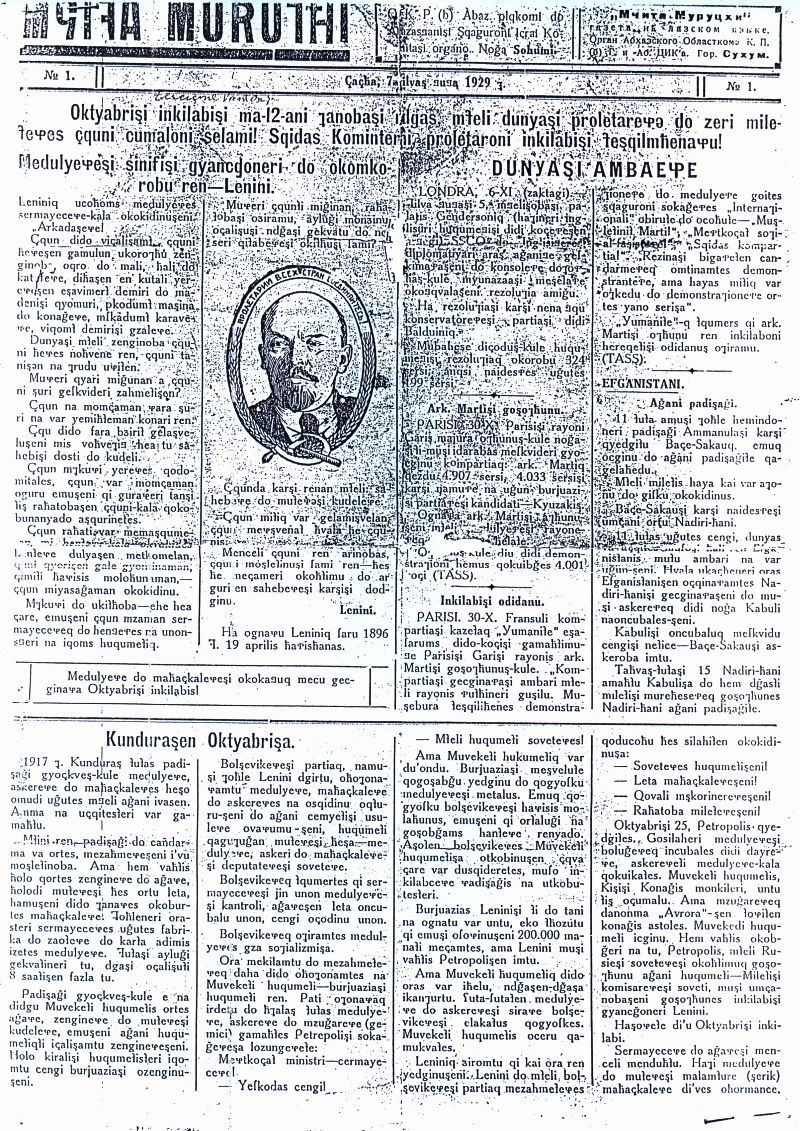
신문 «므치타 무루츠히» 1929년 11월 7일이내에 (통일시키지 않은 알파벳)

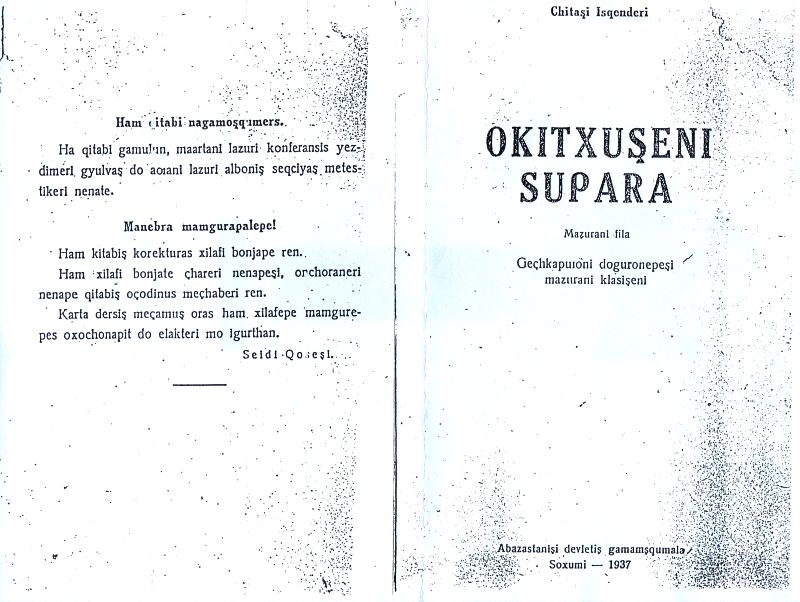
«모국어». 1938년 (통일시킨 알파벳)

1920년대말 — 1930년대에 소비에트 연방에서 로마자를 근거로 하여 알파벳이 사용되고 있었다. 이 알파벳은 2개의 변종으로 존재하고 있었다(«통일시키지 않은» 오래된 문자와 «통일시킨» 새로운 문자로).
새로운 «통일시킨» 라즈어 알파벳(1930년대):
| A a | B b | C c | Ç ç | D d | E e | F f | G g |
| Ƣ ƣ | H h | I i | J j | K k | L l | M m | N n |
| O o | P p | Q q | R r | S s | Ş ş | T t | U u |
| V v | X x | Y y | Z z | Z̡ z̡ | Ӡ ӡ |     |     |

터키에서는 로마자에 기초하여 라즈어 알파벳의 변종이 사용되고 있다. 1999년 발행연도의 라즈어-터키어사전에서 다음 알파벳이 사용되고 있다.
- Aa Bb Cc Çç Ç̌ç̌ Dd Ee Ff
- Gg Ɣɣ/Ǧǧ Hh Xx İi Jj Kk Ǩǩ Qq
- Ll Mm Nn Oo Pp P̌p̌ Rr Ss Şş
- Tt Ťt̆ Uu Vv Yy Zz Žž Зз Ǯǯ.[2].

라즈어 신문 «Tuta Gazetesi»에서 행간의 기호들 대신에 분리 기호들이 사용되고 있다.
조지아에서 라즈어는 조지아어 문자로 적어 두고 있다.

## 같이 보기
- 콜키스